# Стегозавр
Стегозавр (грец. στέγος — «дах» σαῦρος — «ящірка») — рід травоїдних стегозавроподібних панцирних динозаврів пізньої Юри, що характеризувалися характерними пласкими кістковими пластинами вздовж хребта та шипами на хвості. Скам'янілості цього роду були знайдені на заході США і в Португалії, де вони зустрічаються в шарах від кімериджського до титонського віку, що датуються періодом від 155 до 145 млн років тому. З видів, які були класифіковані у верхній формації Моррісона на заході США, лише три є загальновизнаними: Stegosaurus stenops, S. ungulatus та S. sulcatus. Знайдено рештки понад 80 особин цього роду. Через його хвостові шипи та спинні пластини, стегозавр є одним з найбільш легко впізнаваних динозаврів, наряду з тиранозавром, трицератопсом та апатозавром.

## Історія відкриття

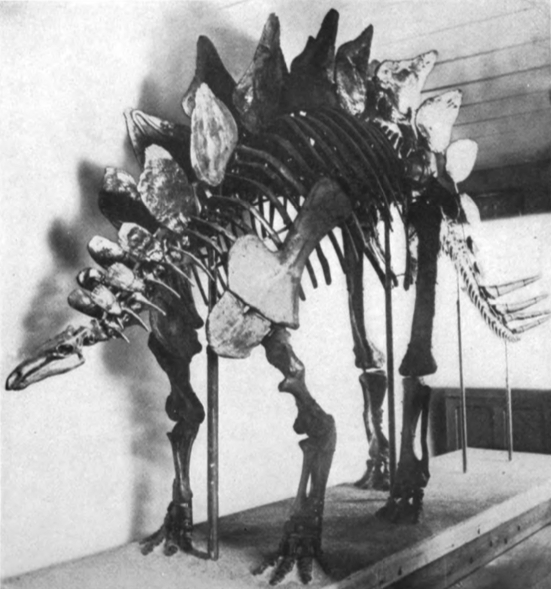
Перший змонтований скелет стегозавра (S. ungulatus), Музей природничої історії Пібоді, 1910 р.

Стегозавр, один з багатьох динозаврів, описаних у часи «Війни за кістки», був вперше зібраний Артуром Лейксом і складався з декількох хвостових хребців, шкірної пластини та кількох додаткових посткраніальних елементів, які були зібрані на північ від Моррісона, штат Колорадо, в кар'єрі Лейкса. Ці перші фрагментовані кістки стали голотипом Stegosaurus armatus, коли єльський палеонтолог Отніел Чарльз Марш описав їх у 1877 р. Марш спочатку вважав, що рештки належать водній черепахоподібній тварині, а підставою для наукової назви «даховий ящір» (англ. roof(ed) lizard) стало його раннє переконання, що пластини лежали рівно на спині тварини, накладаючись одна на одну, як черепиця на даху.
Найбільше відкриття відбулося в 1885 році, коли було знайдено майже повний, зчленований скелет підрослої особини, який включав раніше невідомі елементи, такі як повний череп, горлові остеодерми та зчленовані пластини. Маршалл П. Фелч збирав скелет протягом 1885 і 1886 років з пластів формації Моррісона у своєму кар'єрі в Гарден-Парку, містечку поблизу Каньйон-Сіті, штат Колорадо. Фелч спочатку розділив скелет на марковані блоки та підготував їх окремо. У 1887 році скелет був відправлений до Марша, який назвав його Stegosaurus stenops («вузьколиций даховий ящір»). Хоча він ще не був повністю підготовлений, майже повний і зчленований типовий зразок стегна дозволив Маршу завершити першу спробу реконструкції скелета стегозавра.
Типовий зразок S. ungulatus (YPM 1853) був інтегрований Річардом Своном Лаллом (Richard Swann Lull) в перший в історії змонтований скелет стегозавра в експозиції Музею природознавства Пібоді в 1910 році. Спочатку він був змонтований з парними пластинами, встановленими широко над основою ребер, але в 1924 році був перемонтований з двома шашкоподібними рядами пластин уздовж середньої лінії спини.

## Опис

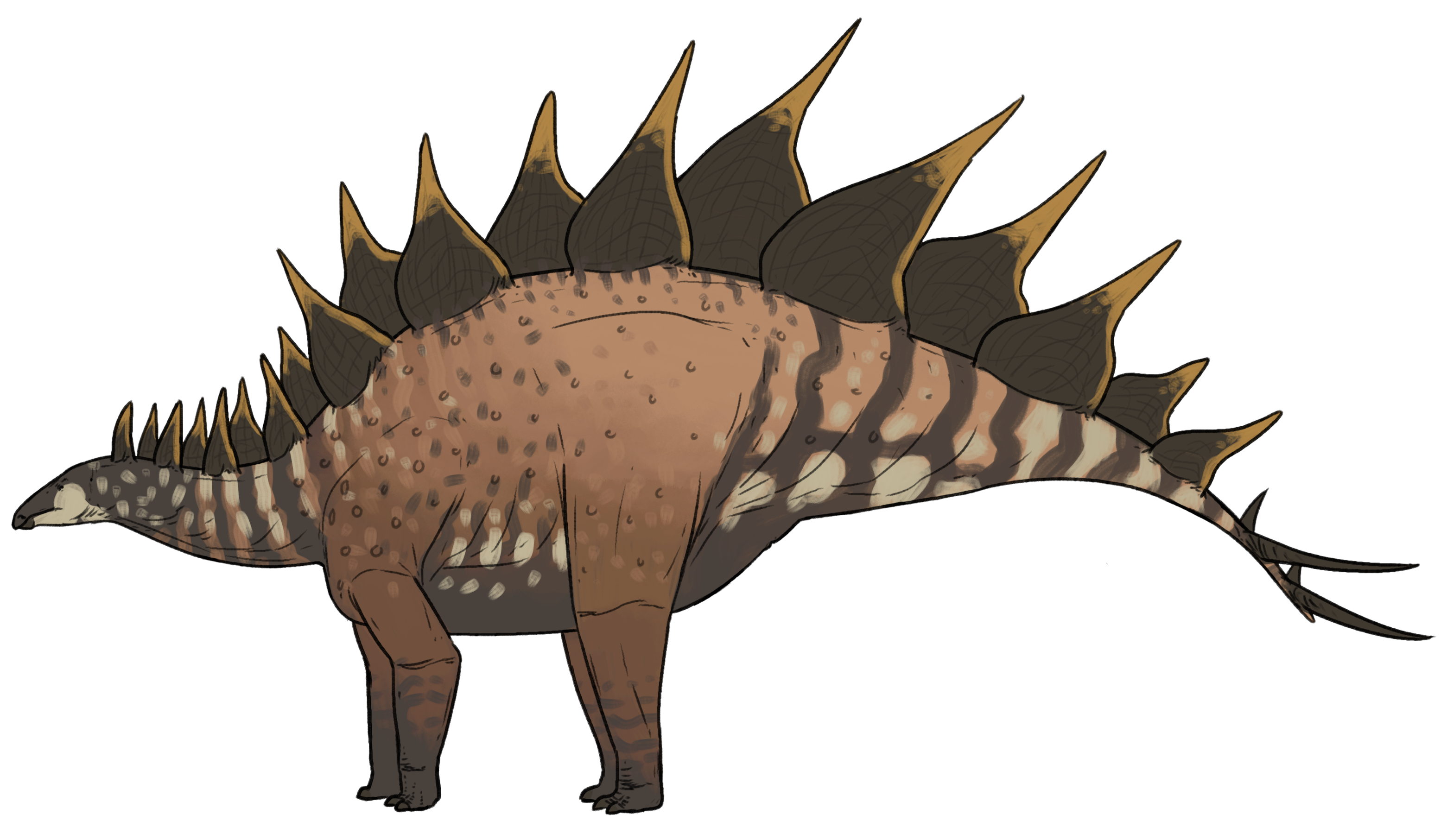
Реконструкція S. ungulatus

Більшість інформації, відомої про стегозаврів, було отримано зі скам'янілостей дорослих особин. Проте пізніше були знайдені й скелети молодих динозаврів.

### Загальний вигляд
Великий чотириногий травоїдний динозавр, стегозавр мав дуже незвичну статуру: важку аркоподібну спину, короткі передні кінцівки, голову що трималася близько до землі, і хвіст що тримався високо угорі. Велика кількість пластин та шипів довго була предметом для роздумів. Шипи, швидше за все, використовувалися для захисту, а пластини відігравали ще й терморегуляційну функцію (захист від перегрівання). Стегозавр був найбільшим зі стегозавроподібних (більшим за представників родів Kentrosauria та Huayangosauria), і, бувши розміром приблизно з автобус, все ж таки мав багато спільних анатомічних особливостей (таких як хвостові шипи та пластини) з іншими родами стегозаврів.
На передніх лапах було по п'ять пальців, на задніх — по чотири, і тільки два внутрішніх пальці закінчувалися копитами. На кожній лапі позаду пальців розташовувалась м'яка подушка. Передні лапи були значно коротші за задні, що спричиняло дивну поставу. Хвіст знаходився достатньо високо, в той час, як голова була розташована близько до землі, на відстані приблизно 1 метр.

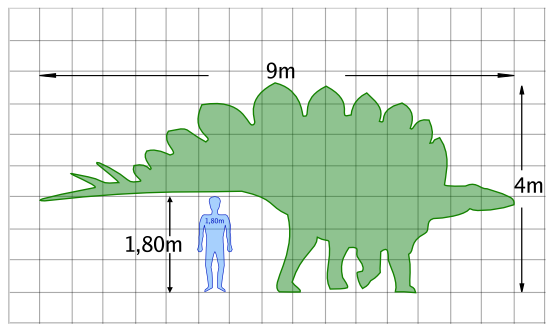
Порівняння розмірів стегозавра та сучасної людини

### Морфометрія
Маючи від 6 до 7,5 метрів завдовжки й 4—4,7 заввишки, стегозавр є одним з найбільш впізнаваних динозаврів завдяки двом рядам характерних пластин, у формі повітряного змія, які розташовані уздовж його аркоподібної спини, та двом парам довгих шипів на кінці хвоста — тагомайзеру. Важив стегозавр 3,5 тонни. Хоча стегозавр і був великою твариною, все ж таки поступався у розмірах своїм сучасникам, гігантським завроподам.
Одна зі статевонезрілих особини, знайдена у 1994 році у Вайомінгу, була 4,6 метра у довжину і 2 метри у висоту, і за оцінками важила приблизно 2,3 тонни. Її виставлено в Університеті Вайомінґського геологічного музею. Ще менші скелети, 210 см у довжину та 80 см у висоту (у спині), виставлені у Денверському музеї природи та науки.

### Череп

Зуб стегозавра

Довгий та вузький череп був малим порівняно з тілом. В нього була маленька передочна фенестра, отвір між носом і оком, що був звичайним для більшості архозаврів. Він також є у сучасних птахів, але відсутній у крокодилів. Низьке розташування голови дозволяє припустити, що стегозавр, можливо, об'їдав низькозростаючу рослинність. Це припущення підтверджується тим, що у нього не було передніх зубів, замість яких був рогоподібний дзьоб або рамфотека. Зуби стегозаврів були маленькими, трикутними, з пласкими скошеними гранями зі слідами зношення. Це свідчить про те, що стегозаври все ж таки перетирали ними свою їжу. Внутрішнє розташування щелеп підтверджує, що у стегозаврі були щоки, які втримували їжу у роті під час жування.
Попри розміри тіла, мозок стегозавра був дуже маленьким, його величина не перевищувала волоський горіх. Добре збережений череп стегозавра дозволив Отніелю Чарльзу Маршу у 1880-х роках отримати зліпок мозкового заглиблення або ендокраніальний зліпок, що давав можливість визначити розмір мозку. Ендокраніальний зліпок показав, що мозок стегозавра, дійсно, був дуже маленьким, напевно, найменшим серед динозаврів. Той факт, що тварина вагою понад 4,5 тонни мала мозок не більше 80 грамів, широко сприяв розповсюдженню давньої популярної ідеї про те, що динозаври були надзвичайно дурними; зараз цю ідею спростовано.

### Спинні пластини

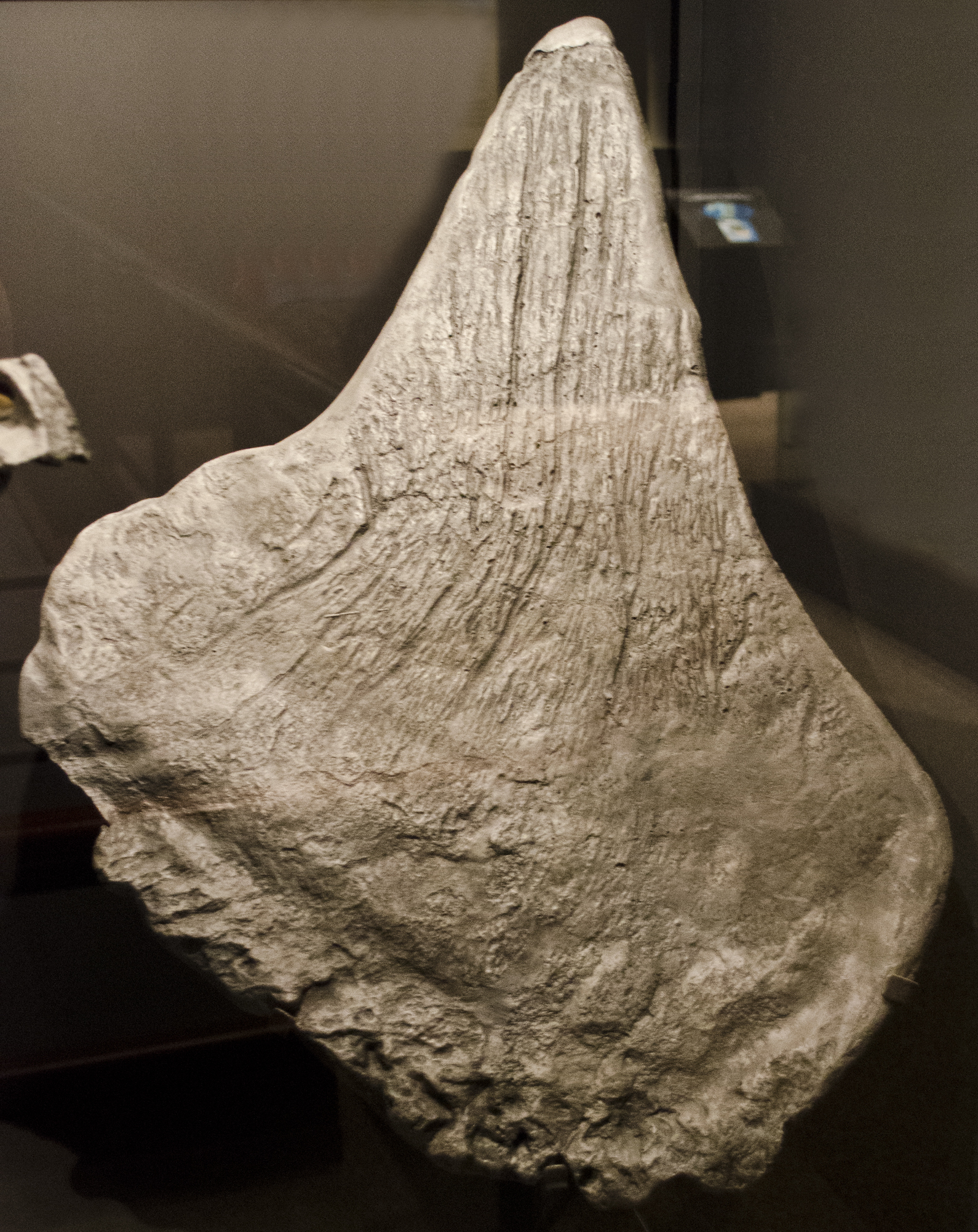
Зліпок спинної пластини, Музей Скелястих Гір, Бозмен, штат Монтана

Найбільш впізнавані риси стегозавра — це його покривні пластини, які складалися з 17—22 окремих пластин і пласких шипів. Подібно до шипів і щитів анкілозаврів, кісткові пластини стегозаврів еволюціонували з низькокілевих остеодерм, характерних для базальних тиреофорів. Пластини не були безпосередньо прикріплені до скелета тварини, а виростали зі шкіри. Найбільші пластини знаходилися на стегнах і могли сягати понад 60 см завширшки й 60 см заввишки. Функція пластин стегозавра виступає предметом численних дискусій. Марш припускав, що вони слугували своєрідною формою броні, хоча Давіташвілі (1961) заперечував це, стверджуючи, що вони були надто крихкими й погано розміщеними для оборонних цілей, залишаючи боки тварини незахищеними. Крістіансен і Чопп (2010), вивчивши добре збережений зразок відбитка шкіри гесперозавра — іншого роду родини спинозаврів, дійшли висновку, що пластини були вкриті кератиновою оболонкою, яка мала б зміцнювати пластину в цілому і надавати їй гострі різальні краї.
Інша можлива функція пластин полягала в тому, що вони могли допомагати контролювати температуру тіла тварини, подібно до гребенів синапсидів диметродона та едафозавра (а також вух сучасних слонів та кроликів). Пластини мали кровоносні судини, що проходили через жолобки, і повітря, що обтікало пластини, мало б охолоджувати кров. Буффреніль та ін. (1986) виявили «надзвичайну васкуляризацію зовнішнього шару кістки», що було розцінено як доказ того, що пластини «діяли як засоби терморегуляції». Аналогічно, структурне порівняння пластин стегозавра 2010 року з остеодермою алігатора, схоже, підтверджує висновок про те, що потенціал для терморегуляторної ролі пластин стегозавра безумовно існує.
Судинна система пластин, як припускають, відігравала певну роль у сигналізації про загрозу, оскільки стегозавр міг накачувати їх кров'ю, змушуючи їх «червоніти» та сигналізувати про небезпеку яскравим червоним кольором. Однак пластини стегозавра були вкриті рогом, а не шкірою. Великий розмір пластин дозволяє припустити, що вони могли слугувати для збільшення видимого зросту тварини, або для залякування ворогів, або для того, щоб справити враження на інших представників свого ж виду в тій чи іншій формі сексуальної демонстрації. Дослідження форми та розмірів пластин гесперозавра, проведене у 2015 році, дозволило припустити, що вони були статево диморфними: широкі пластини належали самцям, а вищі — самицям.

### Тагомайзер (хвостові шипи)
На хвості у стегозаврів було кілька пар гострих кістяних або ороговілих шипів завдовжки 1 м. Ці шипи, ймовірно, слугували для захисту від хижих динозаврів. Розмахуючи хвостом з шипами, стегозаври могли завдати нападникам серйозних ушкоджень.

## Палеобіологія

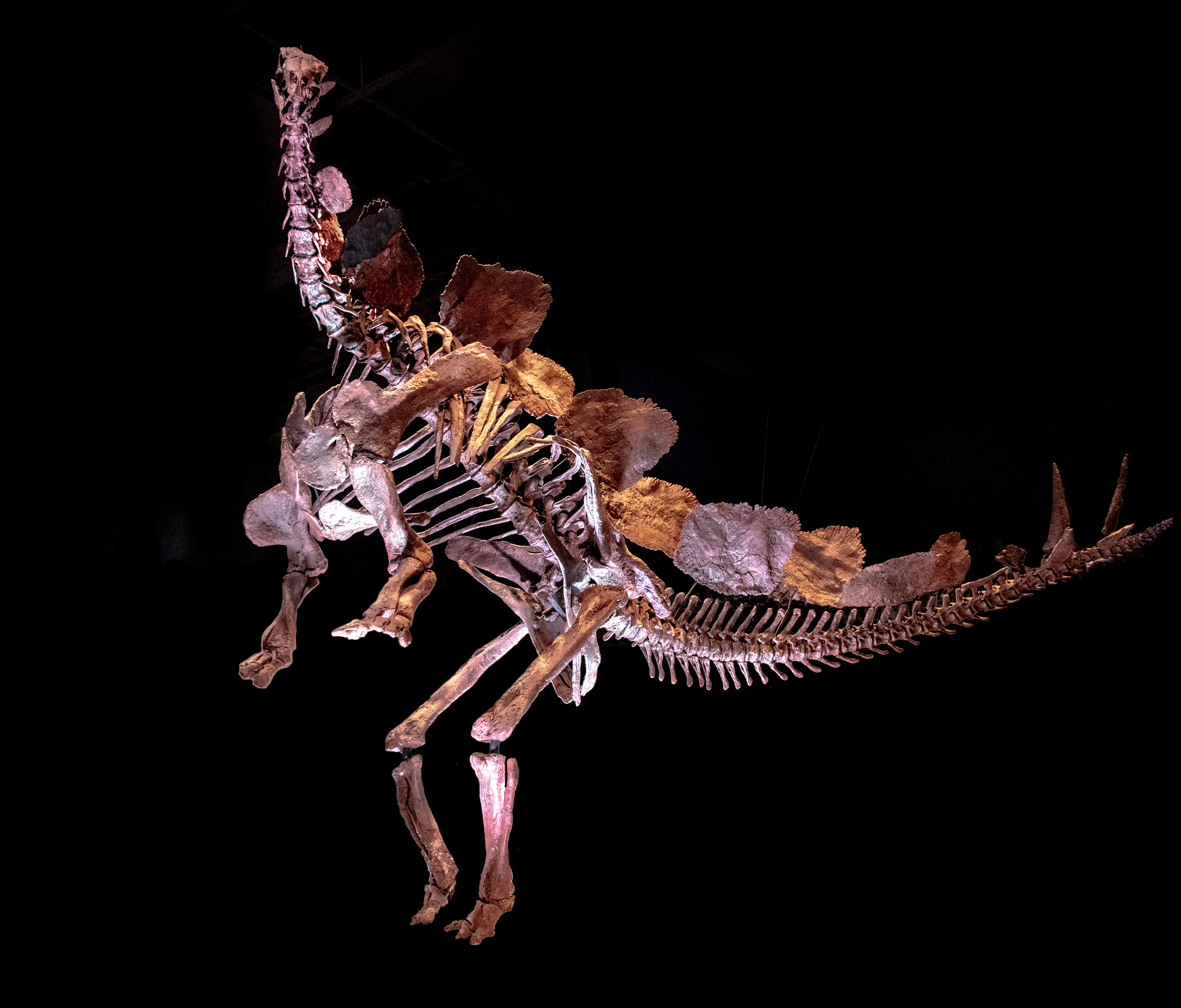
Змонтований скелет у двоногому положенні, Х'юстонський музей природничих наук

### Ріст й метаболізм
Були знайдені зразки дитинчат стегозавра, що допомогають зрозуміти як тварина росла та розвивалась. Обидва дитинчата відносно невеликі: менший сягає 1,5 м завдовжки, а більший — 2,6 м. Зразки можна ідентифікувати як нестатевозрілі, оскільки їхні лопатки та коракоїд ще не зрослись. Тазовий відділ зразків схожий на такий у молодняка кентрозавра.
Дослідження зразків стегозавра різних розмірів 2009 року показало, що пластини та шипи зростали повільніше у порівнянні з іншим скелетом, принаймні до набуття статевої зрілості.
Дослідження 2013 року на основі швидких відкладеннь високоваскуляризованої фіброламелярної кістки дійшло висновку, що кентрозавр мав швидші темпи росту, ніж стегозавр, що суперечить загальному правилу, згідно з яким більші динозаври росли швидше, ніж менші.
Дослідження 2022 року, проведене Віманном та його колегами різних родів динозаврів, включаючи стегозавра, дозволяє припустити, що він мав ектотермічний (холоднокровний) або гігантотермічний метаболізм, на рівні з обміном речовин сучасних рептилій. Це було виявлено за допомогою спектроскопії сигналів ліпоксидації, які є побічними продуктами окисного фосфорилювання і корелюють зі швидкістю метаболізму. Вони припустили, що такий метаболізм, можливо, був характерним для птахотазових динозаврів загалом, і ця група динозаврів еволюціонувала у бік ектотермії від предка з ендотермічним (теплокровним) метаболізмом.

## Палеоекологія
Стегозаври жили на заході Північної Америки у юрському періоді і ранній крейді з геттангу до раннього валанжину (хоча деякі стегозаври стеноруси збереглися до 60 мільйонів років тому). Моррісонська формація класифікується як напівпосушливе середовище з чітко вираженими вологими й сухими сезонами та пологими заплавами. Рослинність варіювалася від прирічкових лісів до хвойних, деревоподібних папоротей і папоротевих саван. Флора цього періоду представлена скам'янілостями зелених водоростей, грибів, мохів, хвощів, папоротей, саговників, ґінкго та кількох родин хвойних. Стегозавр міг історично співіснувати з такими динозаврами, як апатозаври, диплодоки, камаразаври та алозаври, останні з яких могли полювати на нього.

## Класифікація та види
Подібно до шипів і щитків анкілозаврів, кісткові пластини та шипи стегозаврів еволюціонували з низькокілевих остеодерм, характерних для базальних тиреофорів. Galton (2019) інтерпретував пластини панцирного динозавра з нижньоюрської (синемюрсько-плінсбахської) формації Нижньої Коти в Індії як скам'янілості представника Ankylosauria; автор стверджував, що ця знахідка вказує на ймовірне ранньоюрське походження як для Ankylosauria, так і для її сестринської групи Stegosauria.

### Види
Багато видів, описаних спочатку, згодом були визнані недійсними або синонімами раніше названих видів, в результаті чого залишилося два добре відомих і один маловідомий вид.
- Stegosaurus stenops (букв. «вузьколиций даховий ящір»), був названий Маршем у 1887 році. Голотип був зібраний Маршалом Фелчем у Гарден-парку на північ від Каньйон-Сіті, штат Колорадо, у 1886 році. Це найвідоміший вид стегозаврів, головним чином тому, що його рештки містять принаймні один повний зчленований скелет.
- Stegosaurus ungulatus, що означає «копитний даховий ящір», був названий Маршем у 1879 році, за рештками, знайденими в Комо-Блафф, штат Вайомінг (кар'єр 12, поблизу Робберс Руст (Robbers Roost))[25]. Може бути синонімом S. stenops[26]. При довжині 7 м[27] він був найдовшим представником роду стегозаврів. Stegosaurus ungulatus можна відрізнити від S. stenops за довшими задніми кінцівками, пропорційно меншими, більш загостреними пластинами з широкими основами та вузькими кінчиками, а також за кількома маленькими, пласкими, схожими на шпичаки пластинками безпосередньо перед хвостовим тагомайзером.
- Stegosaurus sulcatus, що означає «борознистий даховий ящір», був описаний Маршем у 1887 році на основі часткового скелета[5]. Традиційно вважається синонімом S. armatus[28], хоча останні дослідження свідчать, що це не так[3]. S. sulcatus відрізняється головним чином своїми надзвичайно великими, борознистими шипами з дуже великими основами.

У 2024 році Лі та його колеги описали зразок GSAU 201201, частковий скелет стегозавра з верхньої групи Хекоу провінції Ганьсу, Китай (виявлений приблизно у 2000—2004 роках), який датується аптсько-альбським періодом ранньої крейди. Зразок складається з трьох зчленованих шийних хребців з відповідними ребрами, трьох спинних хребців, тринадцяти ребер, правої передньої кінцівки, включаючи частину плечової, ліктьової та променевої кісток, та однієї шкірної пластинки. Хоча деякі риси скам'янілостей відрізняються від Wuerhosaurus і Stegosaurus stenops, Лі та ін. класифікували новий зразок як Stegosaurus sp. У тих же шарах групи Hekou також були знайдені скам'янілості анкілозавра Taohelong.

## Культурне значення

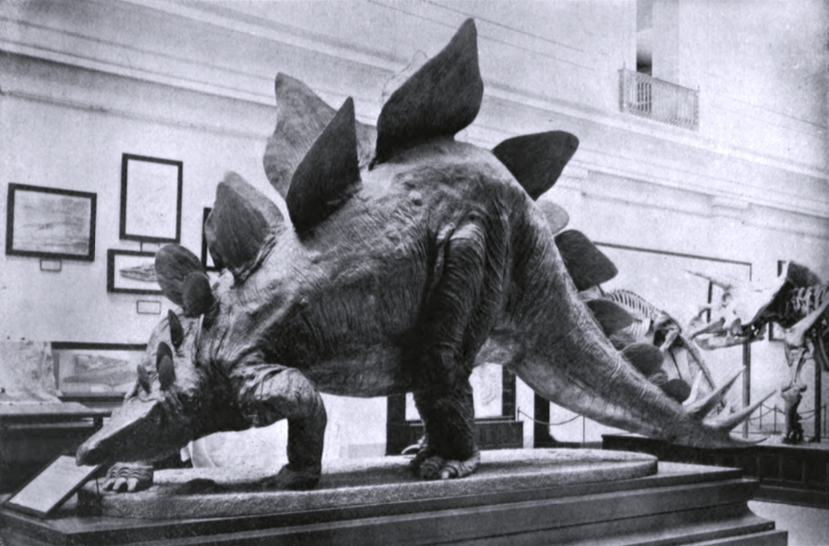
Реконструкція Stegosaurus stenops в натуральну величину в Національному музеї США, бл. 1911 р.

Один з найбільш впізнаваних динозаврів, стегозавр зображувався у фільмах, мультфільмах і коміксах, а також у вигляді дитячих іграшок. Через фрагментарність більшості ранніх скам'янілостей стегозавра минуло багато років, перш ніж вдалося створити достатньо точну реконструкцію цього динозавра.
Стегозавр дебютував на публіці як пап'є-маше муляж, виготовлений на замовлення Національного музею природничої історії США для Всесвітньої виставки 1904 року. Модель була створена на основі останньої мініатюри Найта з подвійним рядом розташованих у шаховому порядку пластин. Разом з іншими експонатами доісторичної епохи модель було перенесено до Смітсонівського національного музею природознавства (нині Будівля мистецтв та індустрій) у Вашингтоні, округ Колумбія, а в 1911 році — до нинішньої будівлі Національного музею природознавства. Після реконструкції музею у 2010-х роках модель знову перевезли до Музею Землі в Ітаці, штат Нью-Йорк.
17 липня 2024 року на аукціоні Sotheby's у Нью-Йорку великий скелет стегозавра «Апекс» був проданий за $44,6 млн (34 млн фунтів стерлінгів) — рекордну ціну, яку будь-коли платили за скам'янілість.